# Вікторув (Зґерський повіт)
Вікторув (пол. Wiktorów) — село в Польщі, у гміні Зґеж Зґерського повіту Лодзинського воєводства.
Населення — 82 особи (2011).
У 1975-1998 роках село належало до Лодзинського воєводства.

## Демографія
Демографічна структура станом на 31 березня 2011 року:
|          | Загалом | Допрацездатний вік | Працездатний вік | Постпрацездатний вік |
| -------- | ------- | ------------------ | ---------------- | -------------------- |
| Чоловіки | 44      | 6                  | 32               | 6                    |
| Жінки    | 38      | 9                  | 17               | 12                   |
| Разом    | 82      | 15                 | 49               | 18                   |